# النزهة (القفر)

تعديل مصدري - تعديل

النزهة هي إحدى قرى عزلة بني مسلم بمديرية القفر التابعة لمحافظة إب، بلغ تعداد سكانها 464 نسمة حسب تعداد اليمن لعام 2004.